# Rosana Chirinos
Rosana Sonia Chirinos Gallardo (Lima, 1970) es una científica peruana, ingeniera de Industrias Alimentarias, sus investigaciones se centran en el campo de la biotecnología aplicada a la alimentación y la salud. Es doctora en Ciencias Agronómicas con especialización en bioindustrias por la Universidad Católica de Lovaina de Bélgica.
Al año 2025 ejerce como profesora en la Universidad Nacional Agraria La Molina (UNALM) y se desempeña como investigadora en el Instituto de Biotecnología Industrial de la misma universidad.Sus líneas de investigación se centran en el estudio de alimentos funcionales,fitoquímicos,y antioxidantes de cultivos andinos, amazónicos y costeros.También investiga las propiedades de las plantas autóctonas peruanas con el objetivo de identificar y desarrollar nuevos compuestos bioactivos que contribuyan a la mejora de la salud.
Ha participado en más de 50 proyectos de investigación, tanto nacionales e internacionales y publicaciones en diferentes revistas científicas.

## Biografía
Nació en 1970 en Lima, Perú. Su interés por la ciencia surgió a partir de su curiosidad por conocer las características y los beneficios de las plantas. 
En 1994, obtuvo la licenciatura Ingeniería en Industrias Alimentarias y posteriormente una Maestría en Tecnología de Alimentos en la Universidad Nacional Agraria La Molina (UNALM). Luego, se especializó en biotecnología e Ingeniería biológica, obteniendo un doctorado en Ciencias Agrícolas en la Universidad Católica de Lovaina de Bélgica.

## Carrera
Sus primeras investigaciones se centraron en las transformaciones enzimáticas de compuestos derivados de plantas, lo cual contribuyó al desarrollo de bioproductos innovadores con alto valor nutricional y funcional.
Su investigación en la Université catholique de Louvain exploró la hidrólisis enzimática para la extracción y estabilización de compuestos bioactivos de cultivos andinos nativos.
En el Instituto de Biotecnología de la Universidad Nacional Agraria La Molina (UNALM), Chirinos colabora con otros investigadores en el área de Biotecnología Industrial y Bioprocesos.Este grupo de investigación se enfoca en diversos aspectos de la biotecnología y bioprocesos aplicados a los alimentos.
Además, incluye el procesamiento, extracción, purificación y caracterización de compuestos bioactivos como prebióticos, probióticos, antioxidantes, polifenoles, glucosinolatos, fitoesteroles, tocoferoles y edulcorantes de alta intensidad.
A lo largo de su carrera, ha investigado las propiedades antioxidantes y la potencial aplicación de plantas nativas peruanas,incluyendo especies como; el sacha inchi, la mashua, la cañihua, la kiwicha y la muña.
Desde 2007, Chirinos ejerce como profesora de pregrado, maestría y doctorado en la Facultad de Industrias Alimentarias de la UNALM.

## Obras
En 2003, publico un artículo sobre los beneficios nutricionales del yacón..
En 2017, contribuyó al libro  "Advances in Food and Nutrition Research"  como coautora del capítulo "Bioactive Potential of Andean Fruits, Seeds, and Tubers". Capítulo que ofrece un análisis detallado de las propiedades nutricionales y funcionales de diversos cultivos andinos, incluyendo frutas como la lúcuma, chirimoya, pepino dulce y saúco; raíces y tubérculos como la papa, batata, yacón, chicuru, mashua y olluco; y semillas como la quinua, amaranto y tarwi.
En 2024, publicó "Conventional and ultrasound-assisted extractions of protein from sacha inchi (Plukenetia volubilis) and their impact on the physicochemical and structural characteristics", en colaboración con su equipo de investigación de la Universidad Nacional Agraria La Molina (UNALM).Este trabajo explora nuevas técnicas de extracción de proteínas del sacha inchi y su impacto en las características del producto.
Chirinos cuenta con más de 70 artículos científicos publicados en revistas indexadas en Scopus y Web of Science.

## Premio y reconocimientos
En 2014, fue galardonada con el Premio Nacional por las Mujeres en la Ciencia otorgado por L'Oreal, el CONCYTEC y la Comisión Nacional del Perú para la UNESCO. Este reconocimiento subraya su excelencia en la investigación científica y sus importantes contribuciones al ámbito académico del país.